# Order hrabiny Barbary Campanini
Order Hrabiny Campanini (właściwie: Order Konwentu dla Panien Hrabiny Campanini, niem. Orden des Gräflich Campaninischen Fräuleinstiftes) był niesłychanie rzadkim odznaczeniem śląskim, które przysługiwało tylko dwóm osobom.
Znana ze skandalicznego trybu życia włoska tancerka zwana La Barberina osiedliła się ok. 1745 w Berlinie, gdzie była uważana za wielką faworytę Fryderyka II Wielkiego. W 1759 odkupiła od wdowy po gen. Hansie Karolu von Winterfeldcie majątek Barschau koło Lubina (pol. Barszów, wieś od połowy lat 70. nie istnieje, została zrównana z ziemią, na jej miejscu jest zbiornik poflotacyjny, a posągi Czterech Pór Roku z parku pałacowego są przeniesione do Wrocławia i ustawione naprzeciwko Uniwersytetu). W roku 1789 król Fryderyk Wilhelm II w zamian za przetworzenie majątku Barszów na fundację konwentu dla 19 szlachcianek, nadał byłej Barberinie tytuł hrabiowski i prawo noszenia orderu jej imienia, który przysługiwał tylko aktualnej ksieni Barszowa oraz prezydentowi rejencji wrocławskiej (mn.w. wojewodzie).
Insygnium orderu był wielki biały krzyż maltański, z czarnymi orłami śląskimi między ramionami, z wieńcem laurowym w medalionie awersu otoczonym dewizą Virtuti asylum („schronienie dla cnoty”). Noszony był na szyi na złotym łańcuchu. Do naszych czasów nie zachował się żaden egzemplarz.